# Panurginae
Panurginae zijn een onderfamilie van vliesvleugeligen (Hymenoptera) uit de familie Andrenidae.

## Taxonomie
De volgende taxa zijn bij de familie ingedeeld:
- Geslachtengroep Protandrenini
  - Geslacht Anthemurgus
  - Geslacht Anthrenoides
  - Geslacht Chaeturginus
  - Geslacht Liphanthus
  - Geslacht Neffapis
  - Geslacht Parapsaenythia
  - Geslacht Protandrena
  - Geslacht Psaenythia
  - Geslacht Pseudopanurgus
  - Geslacht Rhophitulus
- Geslachtengroep Panurgini
  - Geslacht Avpanurgus
  - Geslacht Camptopoeum
  - Geslacht Panurginus
  - Geslacht Panurgus
- Geslachtengroep Nolanomelissini
  - Geslacht Nolanomelissa
- Geslachtengroep Melitturgini
  - Geslacht Borgatomelissa
  - Geslacht Flavomeliturgula
  - Geslacht Gasparinahla
  - Geslacht Melitturga
  - Geslacht Meliturgula
  - Geslacht Mermiglossa
  - Geslacht Plesiopanurgus
- Geslachtengroep Protomeliturgini
  - Geslacht Protomeliturga
- Geslachtengroep Perditini
  - Geslacht Macrotera
  - Geslacht Perdita
- Geslachtengroep Calliopsini
  - Geslacht Acamptopoeum
  - Geslacht Arhysosage
  - Geslacht Calliopsis
  - Geslacht Callonychium
  - Geslacht Litocalliopsis
  - Geslacht Spinoliella
  - Geslacht Xeranthrena[1]